# Baie du Mecklembourg
La baie du Mecklembourg (Mecklenburger Bucht ou Mecklenburgischer Bucht) est la plus grande baie allemande sur la mer Baltique. Elle est délimitée par une ligne virtuelle partant de l'île de Fehmarn au Schleswig-Holstein jusqu'à Darß sur la presqu'île de Fischland-Darß-Zingst au Mecklembourg-Poméranie-Occidentale.

## Subdivisions géographiques
Le sud-ouest de la baie du Mecklembourg est subdivisée dans la baie de Lübeck et la baie de Wismar, avec entre les deux, la très petite baie de Boltenhagen.

## Îles
L'île de Poel ainsi que les plus petites îles de Walfisch et Langenwerder se trouvent dans la baie.

## Ports
C'est dans cette baie que sont situés les ports de Lübeck, Wismar et Rostock.

## Lieux le long de la côte

### Schleswig-Holstein
- l'île et la ville de Fehmarn
- Großenbrode
- Dahme
- Kellenhusen
- Grömitz
- Neustadt in Holstein avec Pelzerhaken
- Sierksdorf
- Scharbeutz
- Timmendorfer Strand
- Lübeck-Travemünde avec Priwall à l'est de Trave

### Mecklembourg-Poméranie-Occidentale
- Boltenhagen
- Rerik

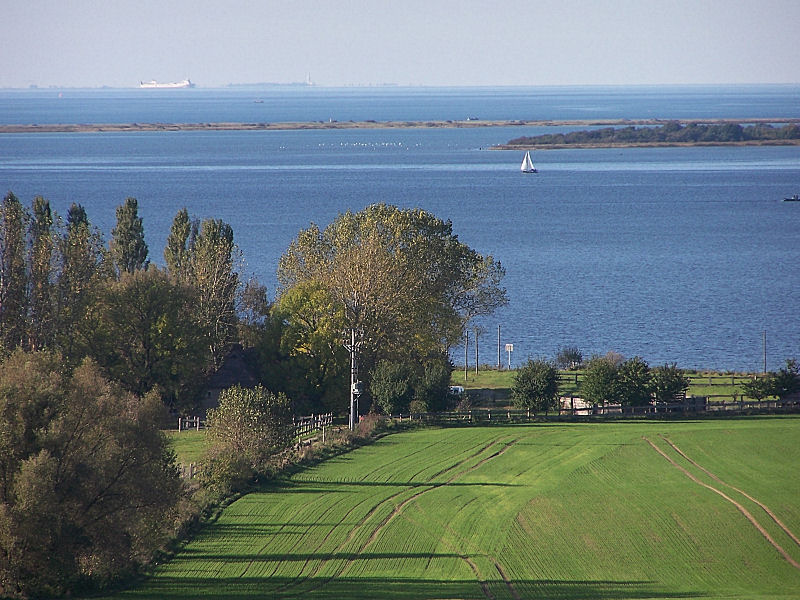
Aperçu depuis Scharberg de la baie du Mecklembourg (vers Salzhaff) en direction de Fehmarn.

- Heiligendamm (quartier de Bad Doberan)
- Kühlungsborn
- Warnemünde (quartier de Rostock)
- Graal-Müritz
- Dierhagen
- Wustrow
- Ahrenshoop
- Darß

## Phares

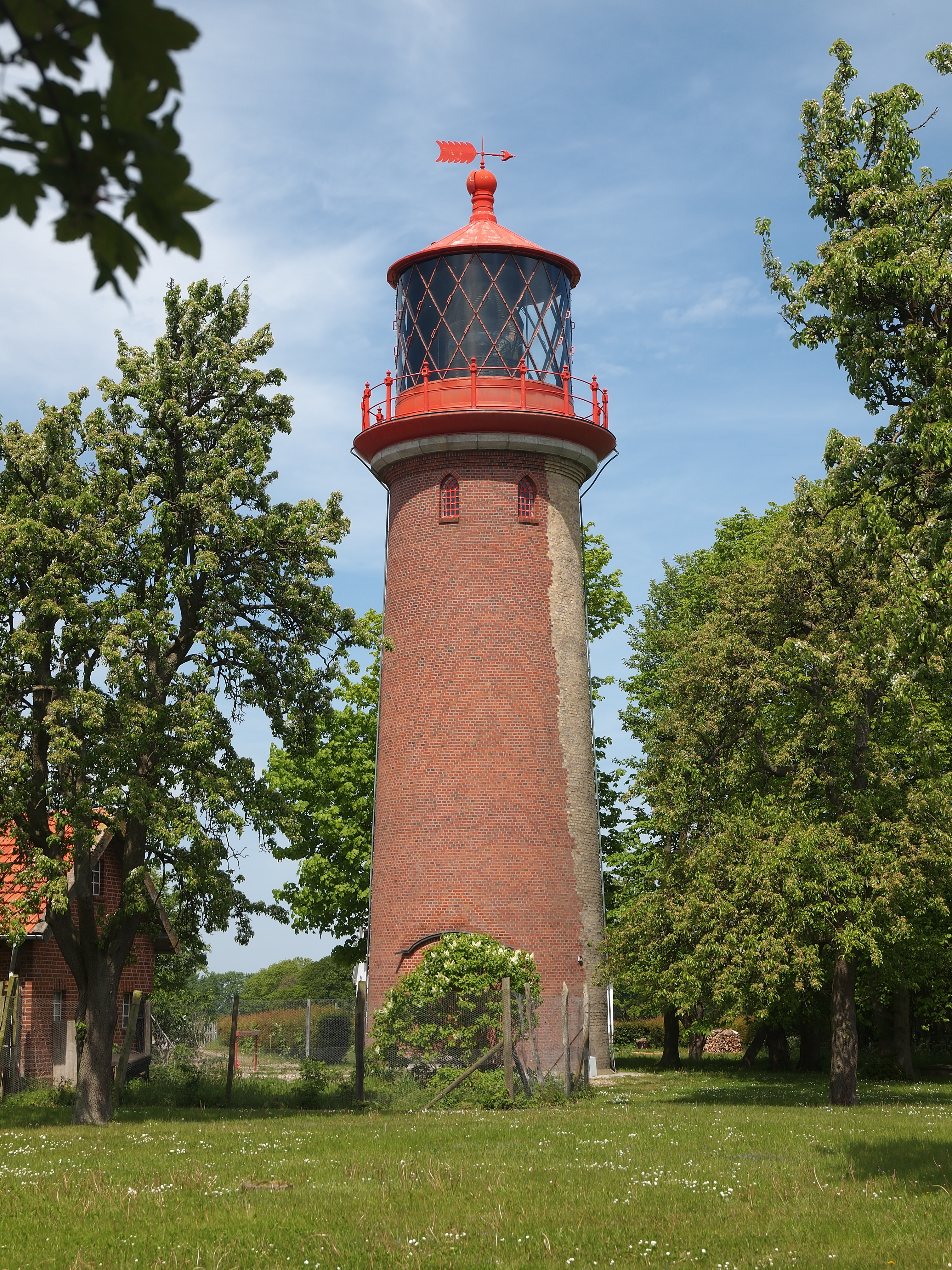
Le phare de Staberhuk
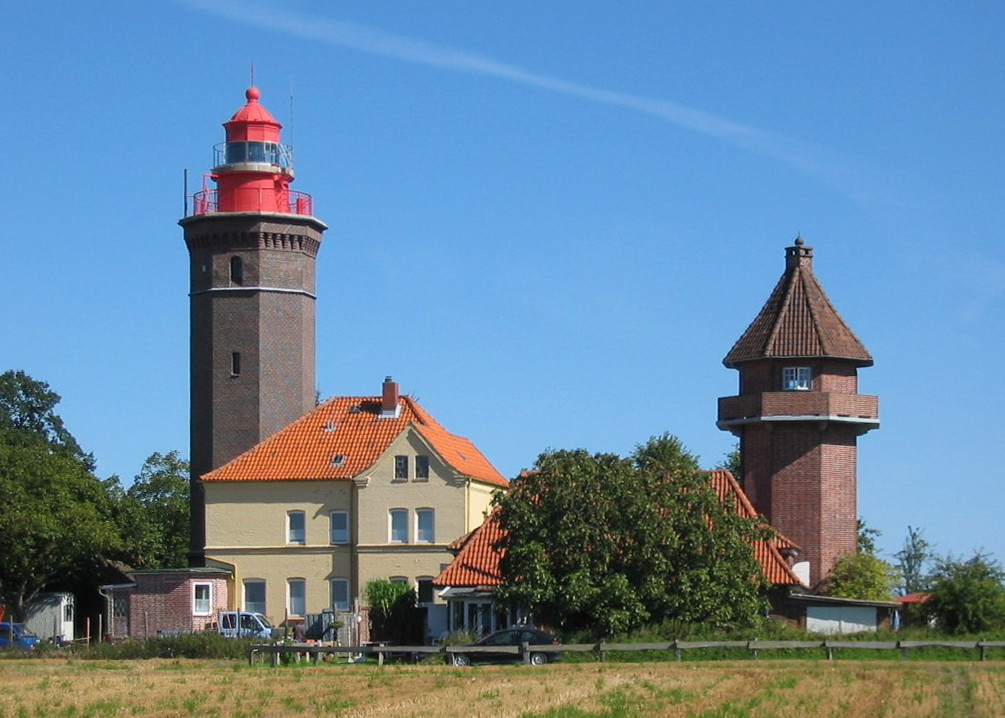
Le phare de Dahmeshöved
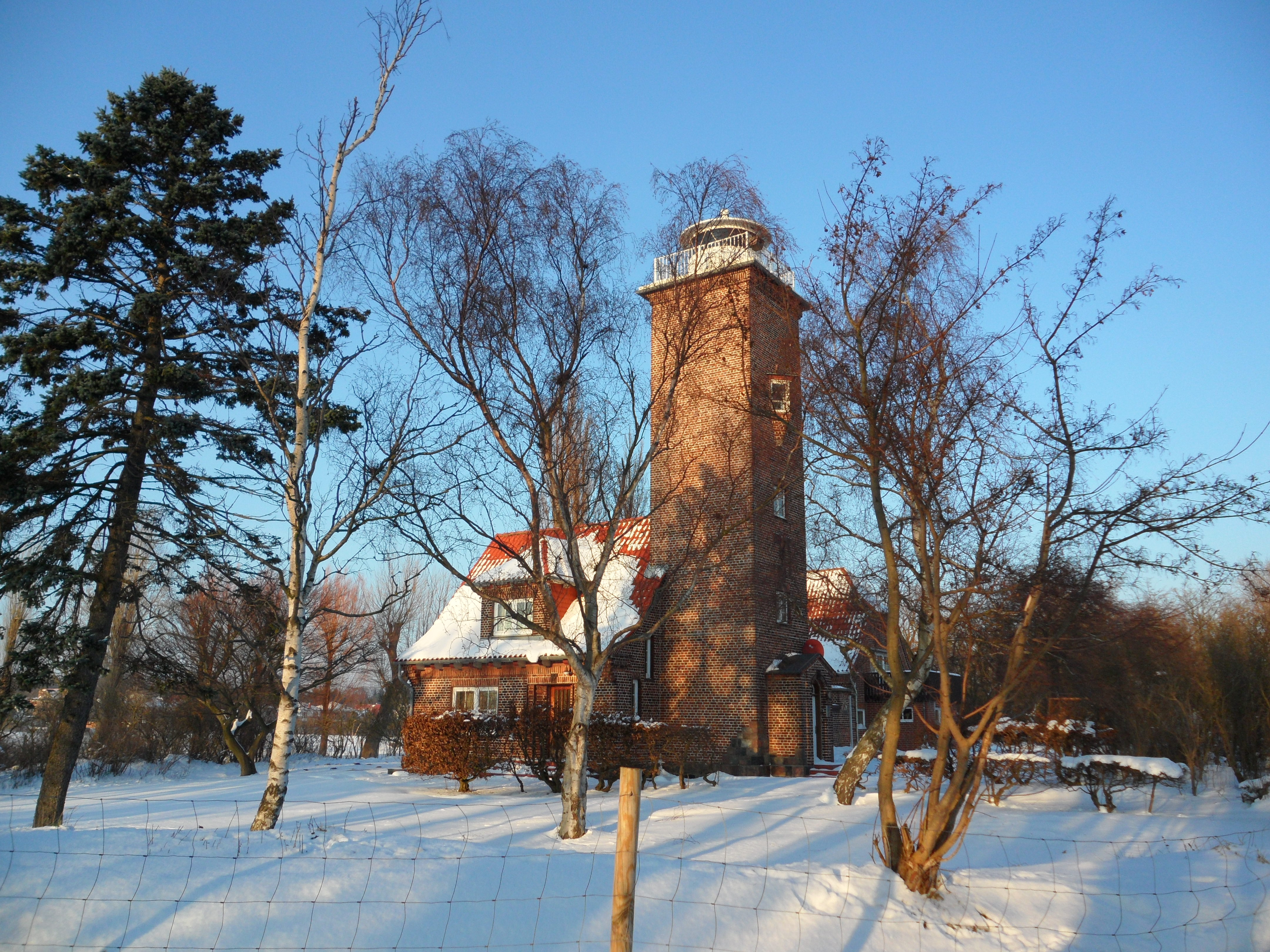
Le phare de Pelzerhaken (baie de Lübeck)
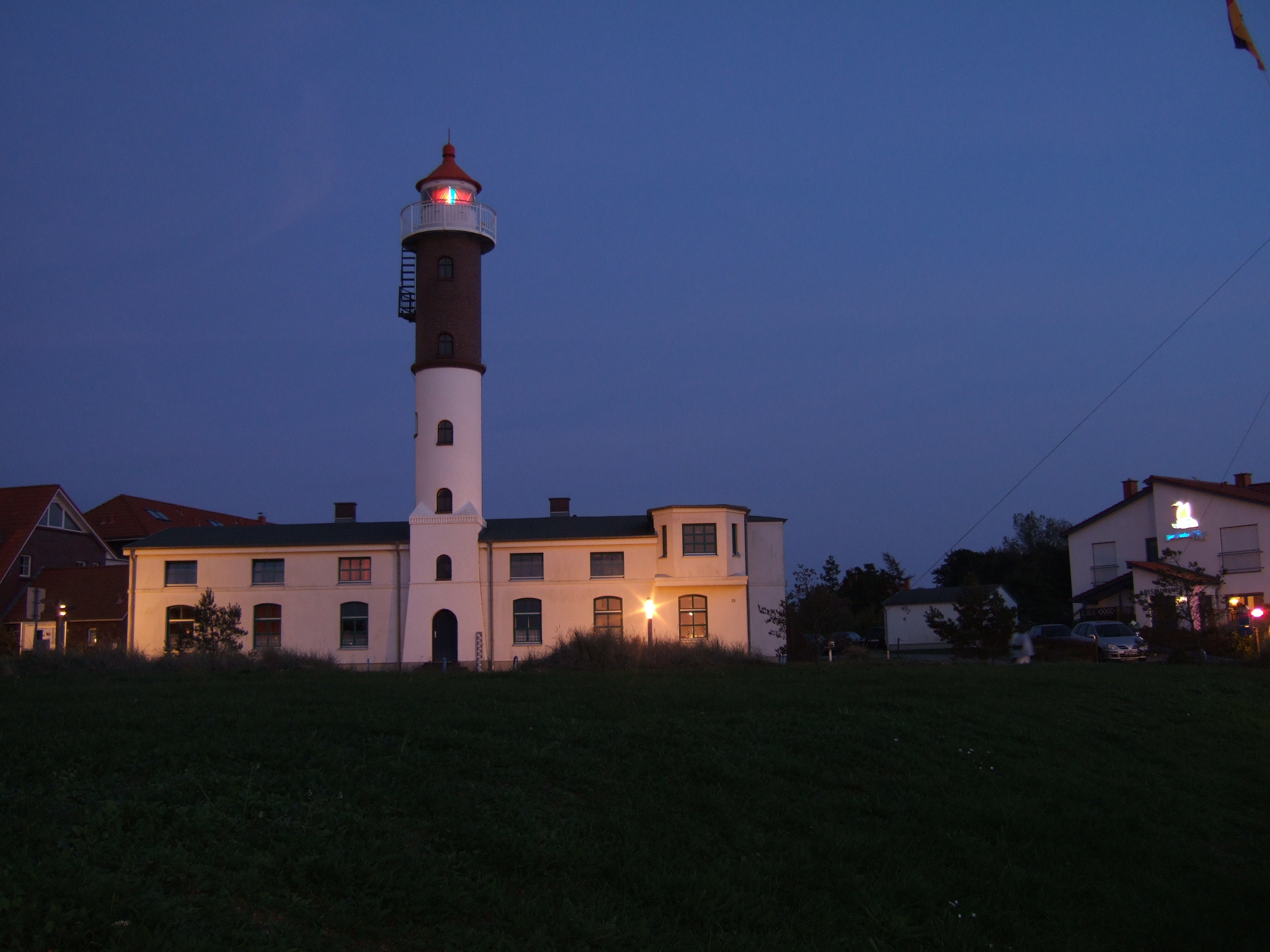
Le phare de Timmendorf-Poel
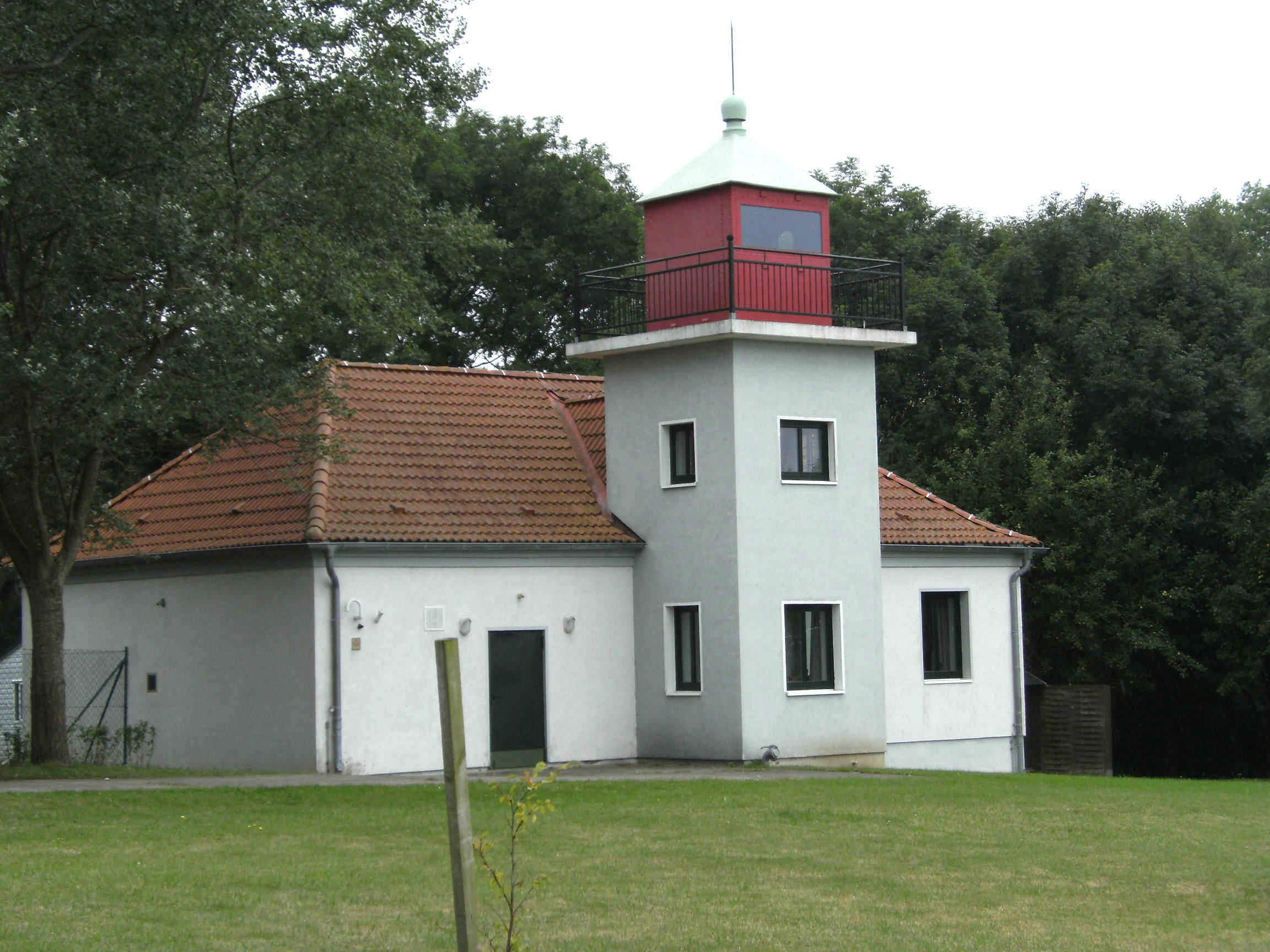
Le phare de Gollwitz
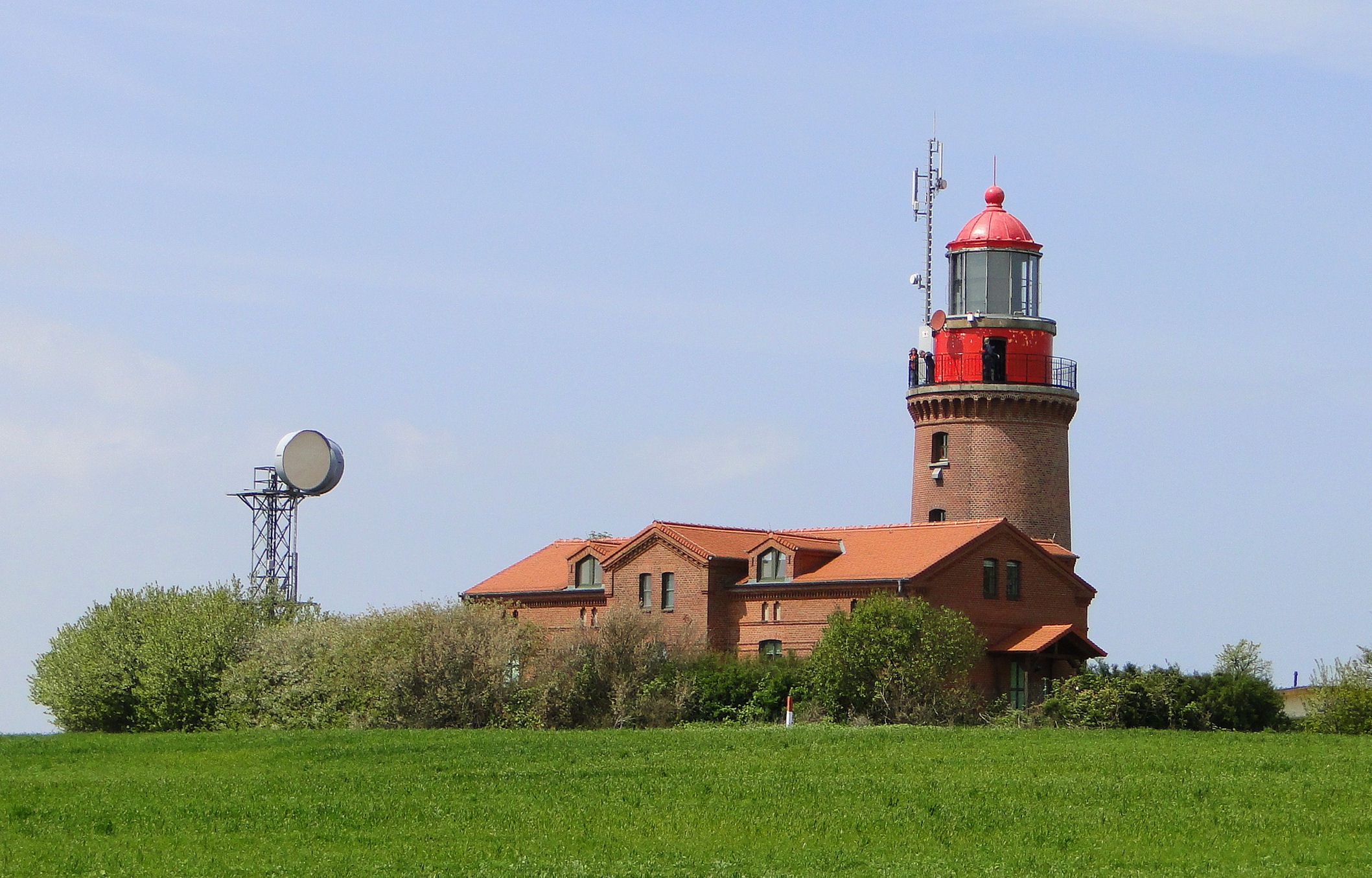
Le phare de Buk
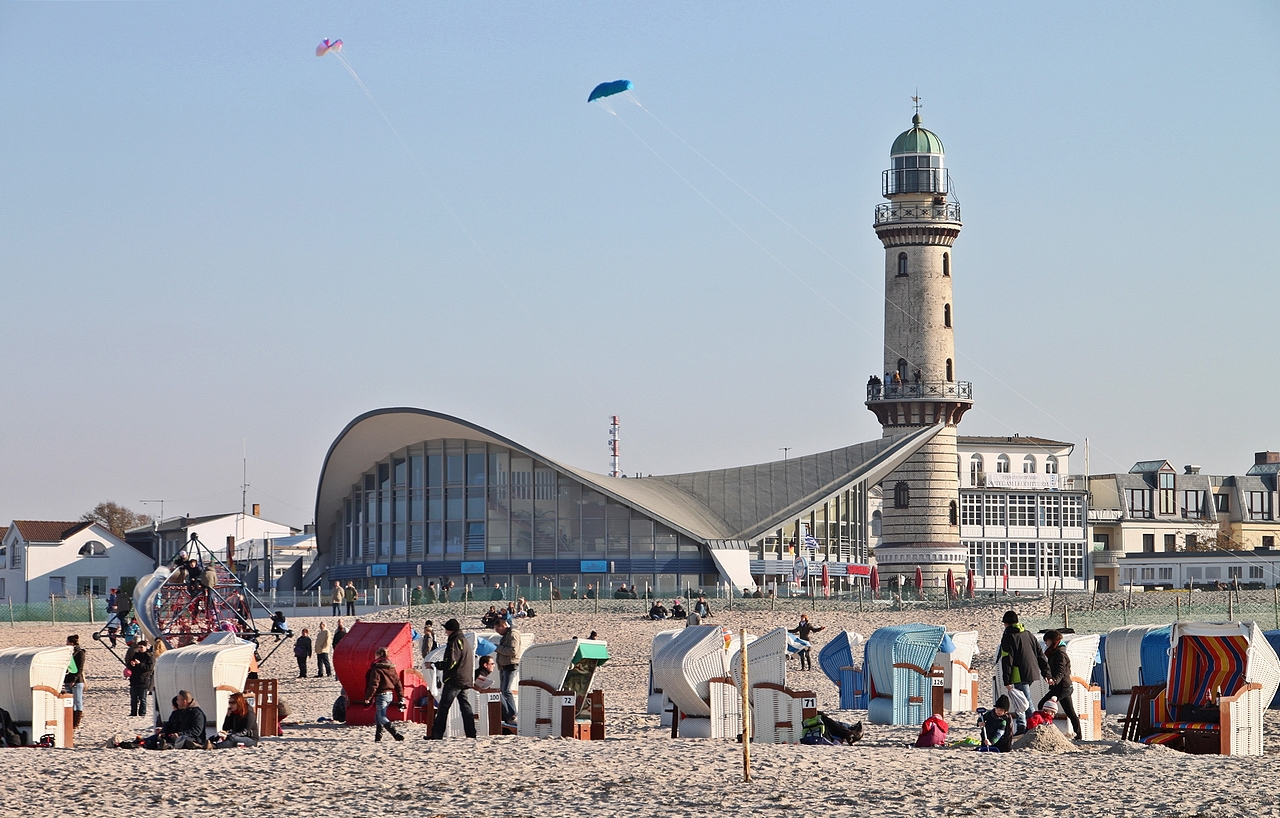
Le phare de Warnemünde
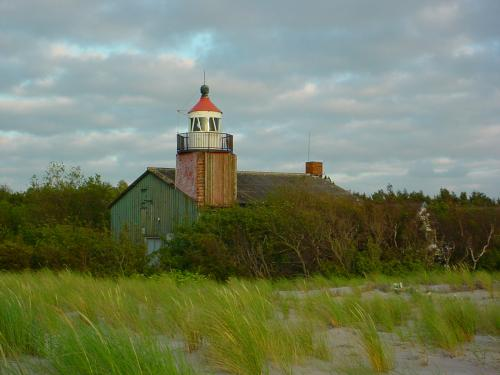
Le phare de Wustrow